# Georges Lauris
Pour les articles homonymes, voir Durand.
Georges Lauris, pseudonyme de Joseph-Georges Durand, né le 19 mars 1923 à Sète et mort le 4 mars 2014 à Marseille, est un dominicain et écrivain français,.

## Biographie
" Iconostase. Poèmes ", Librairie Arthème Fayard, Paris, 1990